# 수염개상어
수염개상어(Proscylliidae)는 흉상어목에 속하는 상어의 일종이다. 수염개상어과(Leptochariidae)와 수염개상어속(Leptocharias)의 유일종이다. 모리타니부터 앙골라까지의 동대서양 연안의 수심 10-75m 깊이에서 발견되는 저어류(底魚類) 종이다. 서식지로 진흙 바닥, 특히 강어귀 주변을 좋아한다.